# 東京ディズニーシー5thアニバーサリーウェルカムクルーズ
東京ディズニーシー5thアニバーサリーウェルカムクルーズ（Tokyo DisneySea 5th Anniversary Welcome Cruise）は東京ディズニーシーが5周年になるのを記念して東京ディズニーシーの魅力を紹介する全国ツアー。主要8都市をめぐる。ディズニーの仲間達が出演するオリジナルショーや東京ディズニーリゾートの商品が当たる抽選会などが開催された。

## 概要
- 特別協賛：第一生命保険相互会社
- 協賛：ディズニーストア、ディズニー・チャンネル
- 協力：日本航空
- 協力株式会社：
  - 福岡地区：西鉄旅行
  - 神戸地区：ジェイティービー西日本国内商品事業部、日本旅行 赤い風船
  - 名古屋地区：ジェイアール東海ツアーズ
  - 横浜地区：日本旅行 東日本営業本部

## 開催都市と開催期間
- 6月3日～6月4日　福岡市 マリノアシティ福岡 駐車場
- 6月17日～6月18日　神戸市 メリケンパーク
- 6月24日～6月25日　名古屋市 金城ふ頭 中央緑地
※名古屋会場は元々ささしまライブ24で開催予定だったが、のちに金城ふ頭中央緑地に変更になった。
- 7月1日～7月2日　横浜市 横浜赤レンガ倉庫 イベント会場
- 7月8日～7月9日　新潟市 新潟スタジアム 臨時駐車場
- 8月16日～8月17日　札幌市 大通公園

また、このほかにもオリジナルショーの公演のみだが、以下の会場でも開催された。
- 7月23日～7月24日　広島市 NTTクレドホール
- 8月11日～8月12日　仙台市 サンフェスタ

## ショー鑑賞について
ウェルカムクルーズのオリジナルショーを鑑賞するには「東京ディズニーシー5thアニバーサリーウェルカムクルーズ」に協賛している会社が実施しているキャンペーンに応募する必要がある。その応募方法は以下の通り。

### 第一生命保険相互会社
第一生命保険相互会社が実施する「フレンドシップ・キャンペーン」に応募する必要がある。

### ディズニーストア
ディズニーストアが実施する「ディズニーストア ファンタミリア」の会員になる必要がある。

### ディズニー・チャンネル
ディズニー・チャンネルに加入する必要がある。

### その他
福岡会場に限っては上記のキャンペーンのほかに、西鉄旅行天神支店が実施するキャンペーンに応募することでも可能となる。